# Autheuil, Eure-et-Loir
Autheuil är en kommun i departementet Eure-et-Loir i regionen Centre-Val de Loire strax norr om centrala Frankrike. Kommunen ligger i kantonen Cloyes-sur-le-Loir som tillhör arrondissementet Châteaudun. År 2018 hade Autheuil 179 invånare.

## Befolkningsutveckling
Antalet invånare i kommunen Autheuil
Referens:INSEE